# ずっと独身でいるつもり?
『ずっと独身でいるつもり?』（ずっとどくしんでいるつもり）は、雨宮まみによる日本のエッセイ。「独身女性を鼓舞する」内容。マイナビニュースにて2012年から2013年にかけて連載していたコラムで、2013年にKKベストセラーズより書籍化されている。略称は「ずっ独」。

## 書籍情報
- 雨宮まみ『ずっと独身でいるつもり?』KKベストセラーズ、2013年11月初版発行、ISBN 978-4-584-13526-6
- 雨宮まみ（原案）・おかざき真里『ずっと独身でいるつもり?』祥伝社〈フィールコミックス〉、2015年12月8日発売[5][6]、ISBN 978-4-396-76662-7

## 漫画
同作を原案としたおかざき真里による漫画作品が『FEEL YOUNG』（祥伝社）にて、2014年5月号に読み切りとして掲載。その後、同年12月号、2015年6月号に掲載され、2015年11月号でシリーズが完結。雨宮のエッセイをもとに、おかざきがストーリーを考案した作品となっている。
同誌2021年12月号には、おかざきが執筆した本作の実写映画の撮影現場レポートが掲載されている。

## 映画
日活製作により同名の日本の映画が2021年11月19日に公開。雨宮まみの原案によるおかざき真里の漫画を実写化した映画作品。主演の田中みな実は今作品が映画初主演。おかざきによると映画は漫画とは異なる内容となっており、過去にエッセイで有名となった作家で36歳独身のまみを中心として、「異なる生きづらさを抱える4人の女性」が描かれている。

### キャスト
- 本田まみ：田中みな実[16]
- 佐藤由紀乃：市川実和子[17]
- 鈴木美穂：松村沙友理[17]
- 高橋彩佳：徳永えり[17]
- 橋田公平：稲葉友
- 高橋佑介：松澤匠
- 遼太郎：田中幸太朗
- 紗綾：中井友望
- 新川：前原滉
- 亀島一徳
- 本田悟：矢嶋俊作
- 山中敦史
- 岡部尚
- 鷺沼：佐野剛
- 五所川原玲：山口紗弥加
- 徳永隆一：藤井隆
- 本田士郎：橋爪淳
- 本田恭子：筒井真理子

### スタッフ
- 原作：おかざき真里（原案：雨宮まみ）「ずっと独身でいるつもり?」）（祥伝社フィールコミックス）[13]
- 監督：ふくだももこ[13]
- 脚本：坪田文[13]
- 音楽：池永正二（「あらかじめ決められた恋人たちへ」）[13]
- 主題歌：「debbie」にしな[15]
- 製作：鳥羽乾二郎[13]
- エグゼグティブプロデューサー：福家康孝[13]
- 企画・プロデュース：谷戸豊[13]
- プロデューサー：柴原裕一[13]
- ラインプロデューサー：濱松洋一[13]
- 撮影：中村夏葉[13]
- 照明：渡辺大介[13]
- 録音：原川慎平[13]
- 美術：佐久嶋依里[13]
- 装飾：折戸美由紀[13]
- 編集：宮島竜治[13]
- スタイリスト：山本杏那[13]
- ヘアメイク：寺沢ルミ[13]
- 音響効果：井上奈津子[13]
- キャスティング：細川久美子[13]
- 助監督：齋藤勇起[13]
- 制作担当：天野佑亮[13]
- 宣伝プロデューサー：梅原もも子[13]
- 制作プロダクション：ダブ[13]
- 企画・配給：日活[13]